# 森ひかる
森 ひかる（もり ひかる、1999年（平成11年）7月7日 - ）は、日本のトランポリン競技選手。東京都足立区出身。金沢学院高等学校、金沢学院大学スポーツ健康学科卒業。金沢学院大学クラブ出身。TOKIOインカラミ所属。マネジメントはGATE。

## 略歴
4歳のときに地元のイトーヨーカドーの屋上にあったトランポリンと出会い、その楽しさに目覚めたことから4歳上の兄二人（双子）と共に教室に通い始める。
2008年の全日本ジュニア選手権低学年の部、2011年の世界選手権11〜12歳の部で優勝。2013年、14歳のときに史上最年少で全日本選手権で初優勝を果たしたが、リオデジャネイロオリンピックは年齢制限のため、出場することができなかった。
東京都立足立新田高等学校に入学するが、トランポリンの強豪である金沢学院高等学校に編入。高校選手権の個人、団体、シンクロナイズドで2年連続3冠。金沢学院大学進学後、2018年のアジア大会（インドネシア・ジャカルタ）では個人で銀メダル、世界選手権（ロシア・サンクトペテルブルク）では大学の先輩でもある宇山芽紅とのペアでシンクロナイズド金メダルを獲得。個人では強豪選手がひしめく中、5位入賞を果たす。
2019年、有明体操競技場で行われた世界選手権では団体で同種目史上初となる金メダルを獲得。さらに個人でもオリンピックを含めた国際大会に於いて男女を通じて日本人選手初の金メダル獲得を果たし、東京オリンピックの代表に内定した。
2021年6月、イタリアで行われたワールドカップでは55.110で優勝を飾り、オリンピック本番に臨んだが、同年7月30日、有明体操競技場で行われたトランポリン女子予選では第1自由演技で着地が縦にずれることが多く、47.350の11位と出遅れ、第2自由演技では自ら演技を中断。16.425で終え、合計63.775で上位8人に入れず、13位で予選敗退した。試合後のインタビューで金メダル最有力と言われながら、まさかの結果になってしまったことについて「自分のベストの演技をすることはできなかったが、これが今の実力なんだな、と思う。ここに来るまで、山を乗り越えても山が出てきて、本当に苦しいなと思ったし、先生に辞めたいといった日もあったし、逃げたくて逃げたくて仕方なかった。（オリンピックの開幕）1ヶ月くらい前にジャンプも跳べなくなって、この舞台に立てないかもしれないと思ったけど、たくさんの方々が支えてくれたし、応援してくれて、この舞台で演技することができたので、感謝の気持ちでいっぱい。ここまでしっかり来た自分を褒めてあげたい」と悔し涙を流しながらも謝意を述べた。さらに、ワールドカップで優勝した際も不調時の中での優勝であったことを明かし、「本当は（ワールドカップに）出場したくなかったが、優勝してから期待されてどんどん苦しくなった」と述べていた。
オリンピック後はアゼルバイジャン・バクーで開催された世界選手権に出場し、個人総合で6位入賞、団体で2大会連続となる金メダル、シンクロナイズドで太村成見とのペアで銀メダルを獲得した。
2022年3月、金沢学院大学を卒業。同年5月にTOKIOインカラミと所属契約を締結し、金沢から東京に拠点を移して現役を続行することを明かした。同年11月、ブルガリア・ソフィアで行われた世界選手権で、自身2度目の個人金メダルを獲得。宇山とのペアでも2018年以来となるシンクロナイズドで金メダルを獲得した。
2024年、オリンピック代表を目指すため、再び東京から金沢に拠点を移す。同年5月に行われた代表選考会でも安定した演技で予選との合計得点111.450（予選：55.450、決勝：56.000）でパリオリンピック代表になり、2大会連続でオリンピック出場を決めた。オリンピックでは予選を55.150の6位で決勝進出を果たし、決勝でも54.740で6位となり、目標としていたメダル獲得はならなかったが、2度目のオリンピックで自身初の入賞を果たした。